# Râul Ciurlac
Râul Ciurlac sau Râul Ciurlic este un curs de apă, afluent al râului Moldova. 